# Spreewaldbahn
La Spreewaldbahn (letteralmente: "ferrovia della foresta della Sprea") era una linea ferroviaria a scartamento metrico che collegava le città tedesche di Lübben e di Cottbus attraversando la foresta della Sprea.

## Caratteristiche
Dalla linea principale si dipartivano due diramazioni: da Straupitz per Goyatz e da Byhlen per Jamlitz.

### Percorso
|  |  | Unknown route-map component "ABZg+l" |

|  | Unknown route-map component "exKBHFa" | Station on track |

|  | Unknown route-map component "exSTR" | One way leftward |

| Unknown route-map component "exhKRZWae" |

| Unknown route-map component "exBHF" |

| Unknown route-map component "exBHF" |

| Unknown route-map component "exBHF" |

| Unknown route-map component "exBHF" |

| Unknown route-map component "exBHF" |

| Unknown route-map component "exABZg+l" |

| Unknown route-map component "exBHF" |

| Unknown route-map component "exBHF" |

| Unknown route-map component "exABZgl" |

| Unknown route-map component "exBHF" |

| Unknown route-map component "exBHF" |

| Unknown route-map component "exBHF" |

| Unknown route-map component "exhKRZWae" |

| Unknown route-map component "exBHF" |

| Unknown route-map component "exBHF" |

| Unknown route-map component "exBHF" |

| Unknown route-map component "exBHF" |

| Unknown route-map component "exBHF" |

| Unknown route-map component "STR+r" | Unknown route-map component "exSTR" |  |

| Station on track | Unknown route-map component "exKBHFe" |  |

| Straight track |

| Unknown route-map component "exSTR" |

| Unknown route-map component "exBHF" |

| Unknown route-map component "exABZgl" |

| Unknown route-map component "exBHF" |

| Unknown route-map component "exBHF" |

| Unknown route-map component "exBHF" |

| Unknown route-map component "exKBHFe" |

| Unknown route-map component "exSTR" |

| Unknown route-map component "exBHF" |

| Unknown route-map component "exABZgr" |

| Unknown route-map component "exBHF" |

| Unknown route-map component "exBHF" |

| Unknown route-map component "exBHF" |

| Unknown route-map component "exBHF" |

|  | Unknown route-map component "exSTR" | Unknown route-map component "exSTR+l" |

|  | Unknown route-map component "exKBHFe" | Unknown route-map component "exBHF" |

|  |  | Unknown route-map component "exSTR" |